# Trunkó Bálint
Trunkó Bálint (Budapest, 1982. február 9. –)  magyar fotós, divatfotós.

## Élete
Trunkó Bálint gyerekszínészként számos filmes produkcióban szerepelt, többek között Szabó István 1999-ben készült "A napfény íze" című filmjében. Gyermekkorát meghatározó filmes élményeinek hatására döntött úgy, hogy képalkotással fog foglalkozni.  A leghíresebb külföldi divatfotósok képeivel ismerkedett meg és foglalkozni kezdett a témával. Nagy hatást gyakorolt rá Lábady István fotóművész munkássága. 2013-ban Debreczeni Zitával együtt felkérték a Facebookon, a Copy General által indított, Cool című fotópályázat zsűrizésére, ahová olyan "szakmájukban cool fotósokat és designereket választottak, akik a technikai kivitelezést sem mellőzve képesek a készen kapott szabályokat újraértelmezni". A zsűri számos beküldött fotó közül, végül egy önmagába szerelmes nő portréját választotta győztesnek. 
Jelenleg külföldi ügyfelek megrendelésére dolgozik. Csapatmunkában fodrász, sminkes, stilyst stb. dolgozik, elsősorban fotósként és divatfotósként. Többek között a PS Magazin címlapját, és a The Future Starts Here divatanyagát készítette, amit egy Samsung Galaxy S5 okostelefonnal készítette el, ahol a sminkes Ágoston Zsombor, a stylist Lakatos Márk, a fodrász Herczeg Csaba volt, a modell pedig a Baczay Dalma a VM Models-től.

## Munkái
InStyle, Marie Claire, Glamour, Joy, Ps Magazin, Maxima, H.O.M.E. T-Systems, RTL KLUB, TELENOR

## Családja
Nős, három gyermek apja.